# Zale notipennis
Zale notipennis är en fjärilsart som beskrevs av Walker. Zale notipennis ingår i släktet Zale och familjen nattflyn. Inga underarter finns listade i Catalogue of Life.